# Kamikaze Dōga
Kamikaze Dōga Co., Ltd. (有限会社神風動画 Yūgen gaisha Kamikaze Dōga?) es un estudio de animación japonés. Fue fundado el 23 de mayo de 2003 por Junpei Mizusaki, y su sede se ubica en Shibuya, Tokio.

## Historia
En 1998, Junpei Mizusaki, el representante, inició actividades como empresa privada en la ciudad de Kioto con el lema de empresa «el compromiso es la muerte».
El estudio ha investigado y propuesto celdas con infografía para plantear nuevas posibilidades a la industria de la animación, y constantemente produce imágenes innovadoras. Mientras proporciona videos como PV de música, apertura y finalización de los contenidos del trabajo y comerciales, también maneja la animación de video original. En cuanto a la animación con derechos de autor, ha tenido muchas participaciones parciales, pero también tenido participación como contratista de producción.
Shuhei Morita y Daisuke Sajiki de YAMATOWORKS que produjeron FREEDOM están en Kamikaze Dōga.

## Trabajos

### Series de anime
| Año  | Título                            | Director(es)       | Fecha de primera transmisión | Fecha de última transmisión | Eps | Nota(s)                                                              | Ref(s)      |
| ---- | --------------------------------- | ------------------ | ---------------------------- | --------------------------- | --- | -------------------------------------------------------------------- | ----------- |
| 2018 | Pop Team Epic                     | Jun Aoki Aoi Umeki | 6 de enero de 2018           | 25 de marzo de 2018         | 12  | Adaptación del manga yonkoma de Bkub Ōkawa.                          | [ 3 ]       |
| 2020 | Gal to Kyōryū                     | Jun Aoki           | 4 de abril de 2020           | 20 de diciembre de 2020     | 12  | Adaptación del manga de Moriko Mori.                                 | [ 4 ]       |
| 2022 | Pop Team Epic (segunda temporada) | Jun Aoki           | 1 de octubre de 2022         | 18 de diciembre de 2022     | 12  | Secuela de Pop Team Epic.                                            | [ 5 ] [ 6 ] |
| 2027 | Ghost of Tsushima: Legends        | Takanobu Mizuno    | 2027                         | —                           | —   | Adaptación del videojuego desarrollado por Sucker Punch Productions. | [ 7 ]       |

### Cooperaciones en animes
- JoJo's Bizarre Adventure (parte 1 a 3 y 6 del opening, contratista de producción: David Production, 2012-2014)
- Gatchaman Crowds (opening, productor: Tatsunoko Production, 2013)
- SoniAni -SUPER SONICO THE ANIMATION- (ending, productor: White Fox, 2014)
- Terra Formars (ending, productor: Liden Films )
- Gatchaman Crowds Insight (opening, productor: Tatsunoko Production, 2015)
- Wooser's Day Life Dream Edition (opening, productor: Sanzigen, 2015)
- Touken Ranbu -Hanamaru- (ending, productor: Doga Kobo, 2016)
- Idolish7 (opening, productor: Troyca, 2018)

### Películas de anime
- "ZOO" (2005)
- Kouchuu Ouja Mushiking ~Mori no Tami no Densetsu~ (Productor: TMS Entertainment, 2007)
- "Tokyo Onlypic" "Maratón del infierno de mujeres" (2008)
- COCOLORS (2017)
- Batman Ninja (2018)
- Animación de apertura del nuevo dinosaurio de Doraemon Nobita (2020)

### OVA's
- 'No. 5 (2003)
- FREEDOM (opening/ending, 2006)